# Flueggea leucopyrus
Flueggea leucopyrus là một loài thực vật có hoa trong họ Diệp hạ châu. Loài này được Willd. mô tả khoa học đầu tiên năm 1806.

## Hình ảnh

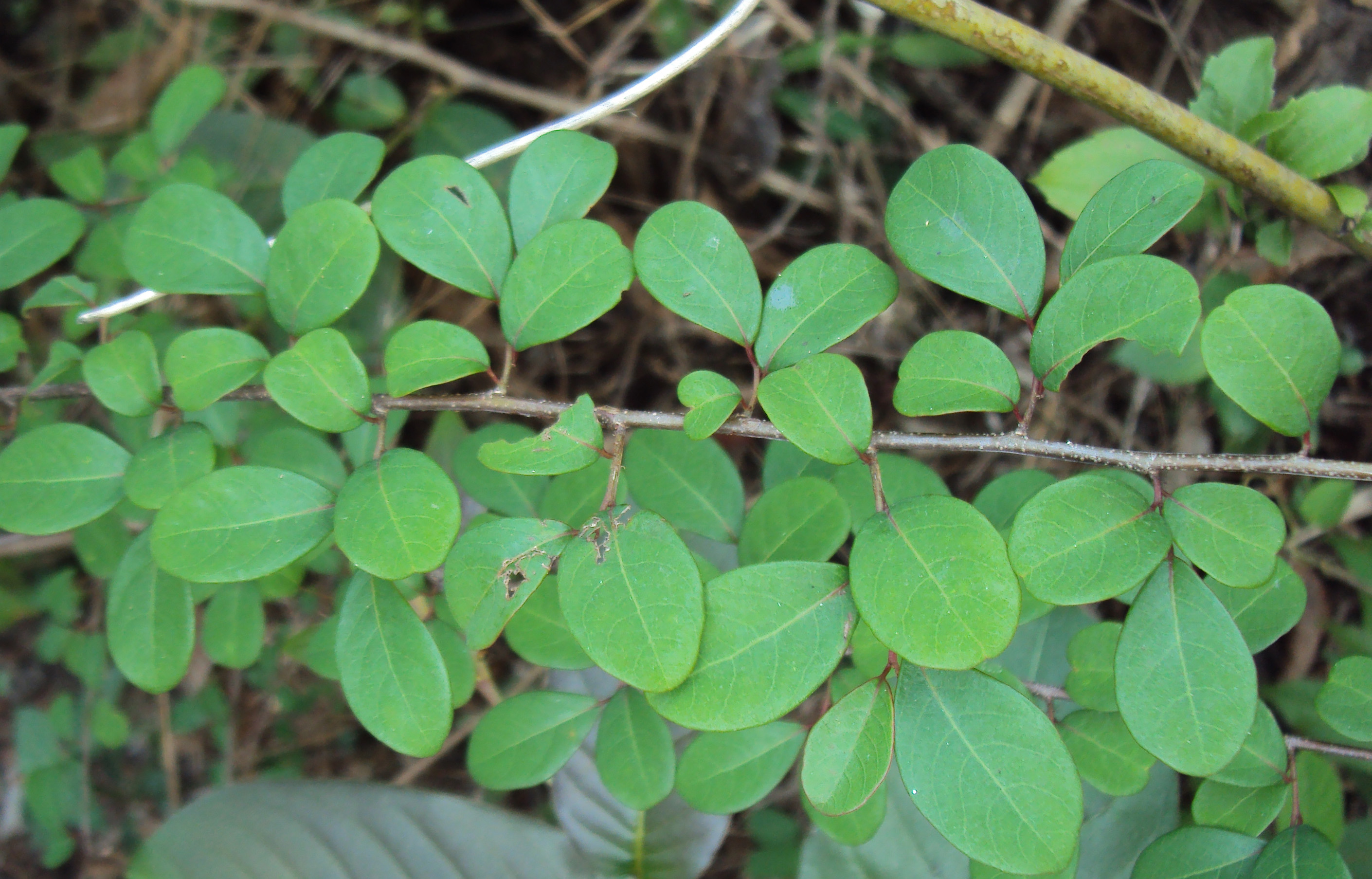
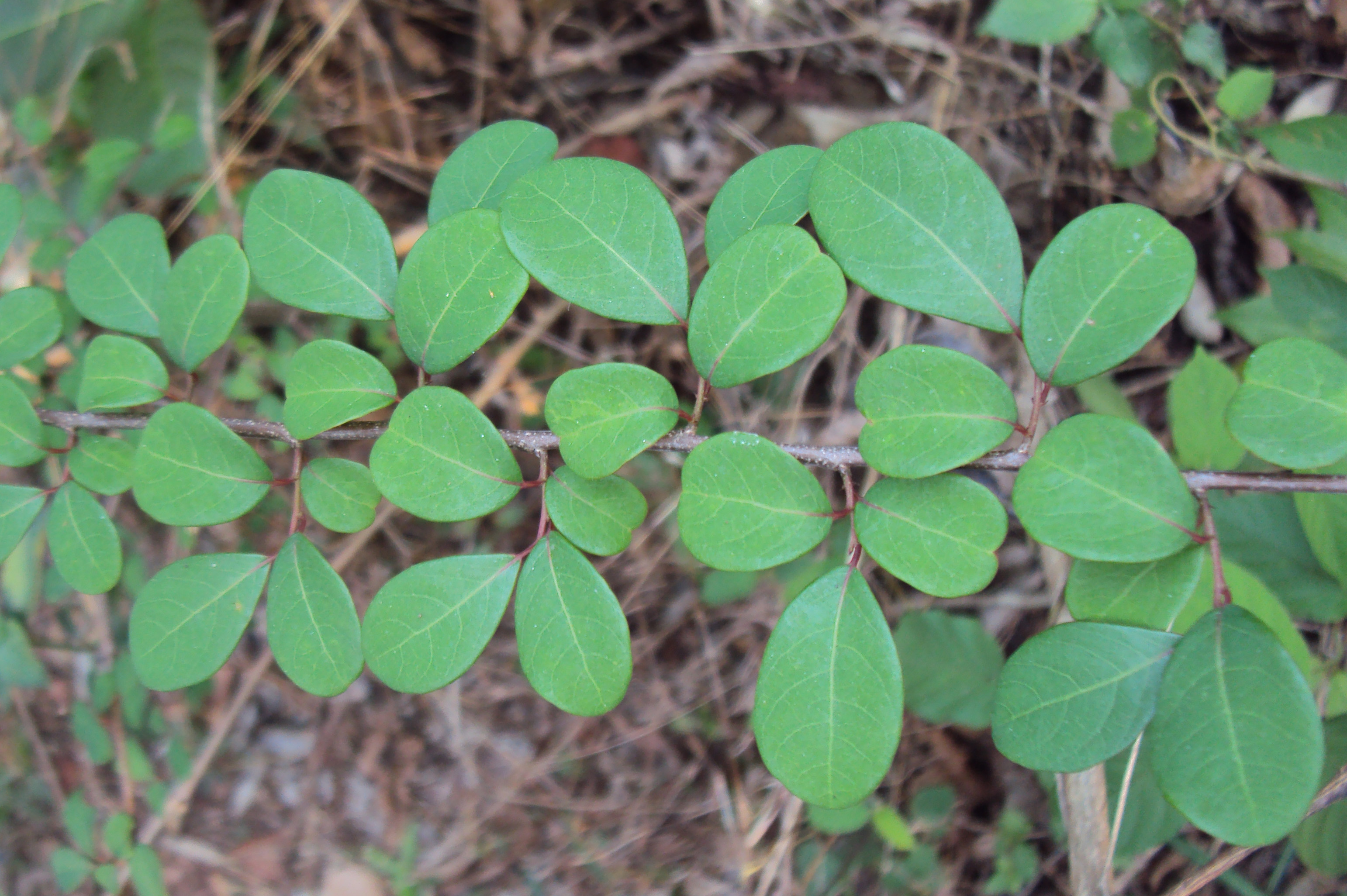
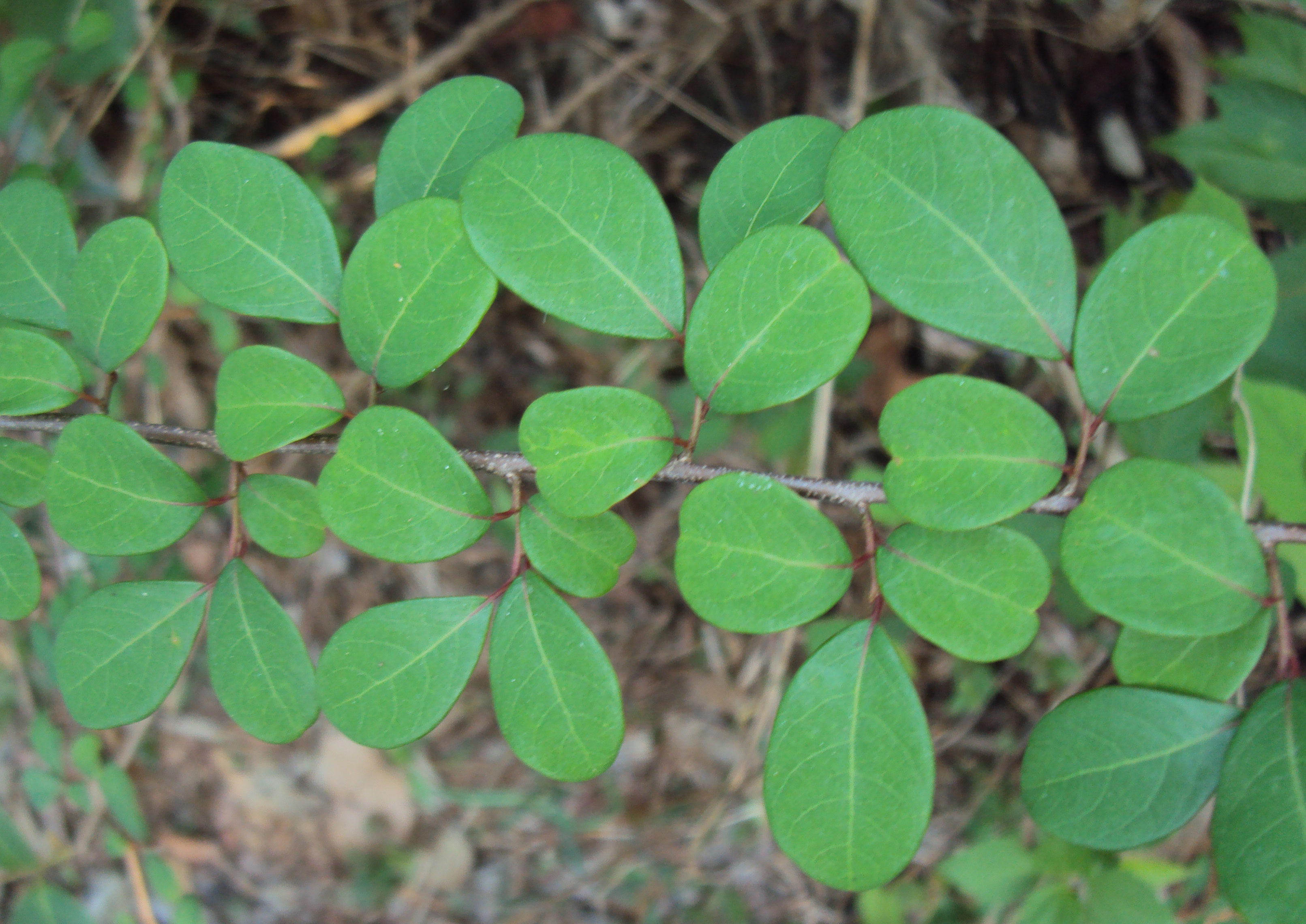
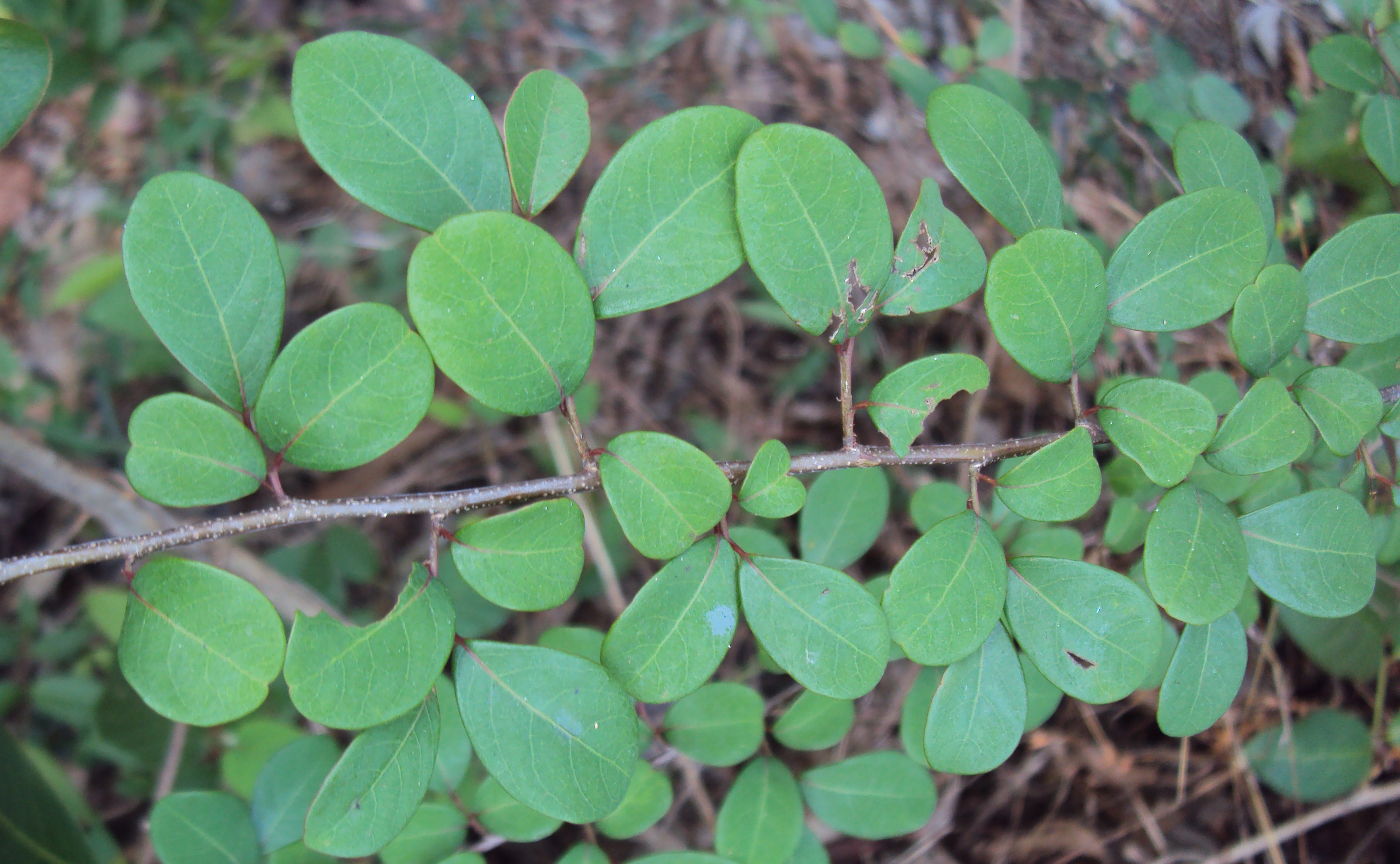